# Skarpnäcks Gård
Skarpnäcks Gård (svéd: Skarpnäck birtok) városrész Stockholm déli felén. Flaten, Orhem, Sköndal, Gubbängen, Gamla Enskede, Enskededalen, Kärrtorp, Bagarmossen városrészek határolják, valamint a Nacka községhez tartozó Älta. A lakosok száma mintegy 10.000 fő.
Skarpnäcks gård története a középkorra nyúlik vissza, Skarpa falu első említése 1426-ra datálódik. Ezt követően mezőgazdasági terület volt, egészen az 1960-as évekig. A kert főépülete 1865-1867 között készült Fr.E. Neumüller német építész vezetésével. A kertet 1922-ben Stockholm városának adták el. 1927-től öregotthonként használták, 1960-as évek végétől pedig hajléktalan és alkoholfüggő férfiak segítésére szolgáló intézmény is helyet kapott itt Skarpnäcksgården néven.
Az első várostervek 1923-ban születtek, a területet ekkor Skarpnäcks Trädgårdsstad-nak nevezték, 1927-ben Pungpinan-on kis családi házakat kezdtek emelni, itt ma 240 ház áll.
1953-1956 között sorházakat építettek a Riksrådsvägen mellett. Charles-Edouard Geisendorf svájci és Léonie Geisendorf lengyel-svéd építészek tervezték a közel száz 100 bérházat. Az 1960-as évek elején további bérházakat emeltek a Nämndemansbacken és a Sekreterarbacken körül, az építész Höjer és Ljungkvist voltak.
1940-ben határozat született arról, hogy a Skarpnäcksfältet (Skarpnäck mezeje) vadászgépek tartalék repülőtereként szolgáljon, de a használatára soha nem került sor. Ehelyett a Stockholmi Vitorlázórepulő Klub költözött ide. 1981-ben elhatározták, hogy a mezőt lakóházakkal építsék be. Az 1980-as évek közepén indult meg a munka, a cél az volt, hogy egyfajta miniatűr várost hozzanak létre, 3400 lakással. A terület kizárólag vörös téglaépületekből áll, és számos elismerést kapott sajátos építészeti stílusáért. Ezen felül egy sorházas rész és egy ipartelep is ide tartozik. A tervezés Leif Blomquist nevéhez kötődik.
Az 1990-évek közepén ez volt Észak-Európa gyerekek által legsűrűbben lakott területe – ami később magas fiatalkori bűnözéshez vezetett.
Skarpnäcknek egy nagyobb általános iskolája van, az összevont Skarpabyskolan-Tätorp, ahonnan a felső tagozatos diákok automatikusan a Bagarmossen déli részén fekvő Bergholmsskolan-ba kerülnek. Ezen kívül néhány kisebb magániskolája is működik itt.
A városrészben több hétvégi házas közösség működik. A Tyresövägentől délre fekszenek a Listudden (alapítva 1944-ben), az Odlaren (alapítva 1952-ben) és az Eken (alapítva 1953-ban) telepek. A Gamla Tyresövägentől nyugatra fekszik a Skarpnäcks koloniområde (1936-ból), több mint 500 kisházzal, ami az egész város legnagyobb kiskertes közössége.

## Érdekesség
- A skarpnäcki metrómegálló Stockholm 100. metróállomása. Ez a város legújabb (1994. augusztus 15-n adták át) és a legkeletebbre fekvő állomása.